# モンテジョルダーノ
モンテジョルダーノ（イタリア語: Montegiordano）は、イタリア共和国カラブリア州コゼンツァ県にある、人口約1,800人の基礎自治体（コムーネ）。

## 地理

### 位置・広がり

#### 隣接コムーネ
隣接するコムーネは以下の通り。
- カンナ
- オリオーロ
- ロッカ・インペリアーレ
- ロゼート・カーポ・スプーリコ

## 行政

### 分離集落
モンテジョルダーノには、以下の分離集落（フラツィオーネ）がある。
- Montegiordano Marina, Contrada Padula, Mandrone